# Last Alliance
Last Alliance (ラスト・アライアンス Rasuto Araiansu?, estilizado como LAST ALLIANCE) es una banda de rock japonés, formada en Machida, Tokyo en 2002.

## Historia
En junio del 2002 se forma LAST ALLIANCE. La complicada música emocional y electrónica de Anzai y Matsumura, produce una original y agradable melodía. El 7 de julio de 2002 en "Nisshin", fue su primera presentación en vivo, enfocándose en que fuera enérgica y activa. Solamente en el lugar de su presentación se dio una muestra gratis de un CD con 2 de sus trabajos.
El 18 de junio de 2003 venden su primer single “LAST ALLIANCE” con Tower record. El 19 de julio de 2003 venden su primer álbum “TEARS LIBRARY”. Consta de 11 tracks. El 20 de septiembre de 2003 comienza en su país el Tour “TEARS LIBRARY 2003”
El 18 de febrero de 2004 sale a la venta su maxi sencillo “YG Service”, provocando impacto en todas direcciones hasta el momento, por su música diferente. En abril del 2004 recorren 5 lugares de su país con el Tour “YG Services TOUR 2004 SPRING”. El 21 de julio de 2004 sale a la venta el maxi sencillo “IO” vendiendo 2000 copias. Su segundo álbum “UNDERGROUND BLUE” es lanzado el 8 de diciembre de 2004 apareciendo en el séptimo lugar de la lista oricon.
El 4 de febrero de 2005 se da el “UNDERGROUND BLUE TOUR” en 31 lugares del país. El final del tour se realizaría en Kitazawa y las entradas fueron agotadas. Después de ese momento la incersion de los días 2 y 3 de mayo para hacer la presentación en vivo 2DAYS “TOKYO UNDERGROUND BLUE" fue la primera tentativa. Las entradas fueron agotadas, esos dos días fueron de gran gratitud y prosperidad. Después del 5 de octubre de 2005, venden su cuarto maxi-single “Re:frain”. Su música da una impresión de independencia expandiendo las posibilidades para el futuro de LAST ALLIANCE. El 23 de octubre de 2005 inicia el “Re:frain TOUR”.
El 17 de mayo de 2006 sale a la venta el maxi-single con 4 canciones “DAZE& HOPE” apareciendo en el primer lugar de la lista oricon. Hicieron “shissou” tema utilizado como ending para el anime “Ouran High School Host Club” El cual viene incluido en el maxi-single "DAZE&HOPE". Aparte salió en los discos del anime, en el cual ambas versiones son distintas.El 8 de junio de 2006 inicia el “DAZE&HOPE TOUR” recorriendo 20 lugares. El tour finaliza en Shibuya O-WEST donde se agotaron las entradas.
Después de 2 años (Sin álbum), el 6 de diciembre de 2006 lanzan su tercer álbum “Me and Your Borderline”. Este expresa una opinión del mundo real y de las características de ambos lados de la sociedad. Este lanzamiento es un punto crucial para la banda. En febrero del 2007 inicia el “Me and Your Borderline TOUR” por 31 lugares de Japón.
El 28 de noviembre de 2007 sale a la venta su single “Signal004″. recorriendo 20 lugares. El 16 de abril de 2008 lanzan su single “Always in my heart” tema usado como ending para el anime “Real Drive”.El 25 de junio salió su cuarto álbum titulado "The Sum" En el cual venían incluidas las canciones: Katahiza no Yogore y Drag On.
El 4 de marzo de 2009 lanzan un sencillo titulado "NEW DAWN" En el cual se incluía la canción "Hekireki" usada para el anime Hajime no Ippo. El 10 de octubre de 2009 salió a la venta el esperado mini-álbum "Kawasaki Relax" conteniendo 5 tracks, todos en inglés.
El 27 de octubre de 2010 sale su quinto álbum titulado "Keep on Smashing blue" La edición limitada contiene el DVD "Kawasaki Relax TOUR" que se realizó en el Club Quattro el 28 de enero de 2010. El video promocional [PV] "Wing" Y dos tracks bono, los cuales han salido del álbum "Me and Your borderline" : Akai Hana (Cantada ahora por Anzai) y Jouka (Cantada ahora por Matsumura). Mientras que la edición regular contiene 15 tracks. uno de ellos es Hekireki.
El 15 de junio de 2011 sale finalmente un sexto álbum nuevo, titulado "for staying real BLUE", promoviéndose con el PV de nombre "Empty Heart". 
El 25 de enero de 2012 sale un Best Album, titulado "c.s.c20022011", 3 discos recopilatorios. El 25 de enero de 2012 sale Welcome to the Alliance es el primer DVD (en la discográfica oficial) de Last Alliance, consta de dos discos, en el primero se documenta el C.L.C TOUR 2012 FINAL en Daikanyama y en el segundo se encuentran todos los vídeo clips de Last Alliance grabados hasta el momento junto con algunos extras. El 20 de marzo de 2013 sale un séptimo álbum nuevo, titulado "Seventh Sense" , promoviéndose con dos PV , "Akari" y "A burning bullet". 
Intereses de la Banda
Rock, Punk, Indie, Alternativo

## Miembros
- Ryusuke Anzai (安斉 龍介 Anzai Ryūsuke?) - Vocalista, Guitarrista
- Takahiko Matsumara (松村 孝彦 Matsumura Takahiko?) - Vocalista, Bajista
- Shingo Sano (佐野 森吾 Sano Shingo?) - Guitarrista, Coros
- Hiroshi Ozawa (小澤 浩史 Ozawa Hiroshi?) - Baterista, Coros

## Discografía

### Álbumes

#### Tears Library
Tears Library  es el primer álbum de Last Alliance lanzado el 19 de julio de 2003.
Listado de pistas
1. Boys Don't Cry - 3:57
2. Run into the Freedom  - 3:39
3. Itsuwari no Orange (偽りのオレンジ?  "Orange of Lies") - 3:59
4. Last Alliance - 1:51
5. Rebel Fire - 2:22
6. Beautiful - 0:48
7. Planetarium (プラネタリウム Puranetariamu?) - 3:10
8. See You Again - 2:54
9. Sky Is Crying - 3:36
10. Hidarimuki (ヒダリムキ?  "Facing Left") - 4:22
11. Equal Reason - 4:27

#### Underground Blue
Underground Blue es el segundo álbum de Last Alliance lanzado el 8 de noviembre de 2004. La canción "Greens Sunlight" fue incluida en el programa de televisión Japonés Ongaku Senshi: Music Fighter.
Listado de pistas
1. South Wind Knows - 3:44
2. Clone - 4:12
3. Solitude (ソリチュード Sorichūdo?) - 5:06
4. Filter (フィルター Firutā?) - 4:06
5. One Hot Second - 3:45
6. Musō Jidai (夢想時代?  "Dream Age") - 4:29
7. Urge - 3:34
8. Greens Sunlight - 3:46
9. Jikū Trip (時空 Trip?  "Space-Time Trip") - 5:38
10. Okizari Ace (置き去りエース?  "Desertion Ace") - 3:41
11. Lucky Luciano ni Utareru Mae ni (ラッキー・ルチアーノに射たれる前に?  "After Lucky Luciano Shot Me") - 3:31
12. Truth in My Arms - 3:40
13. Tadayou Yugure ni, Kiete Yuku Hibi (漂う夕暮れに、消えてゆく日々?  "Drifting in the Evening, Disappearing Every Day") - 6:10
14. Letter - 3:58

#### Me and Your Borderline
Me and Your Borderline es el tercer álbum de Last Alliance lanzado el 6 de diciembre de 2006. La canción "Spiral World" fue el tema de cierre para el programa de televisión Japonés Ongaku Senshi: Music Fighter y las pistas "Akai Hana" y "Joka" fueron re-grabados en el lanzamiento de la edición limitada de Keep on Smashing Blue . La pista "Shissou" fue usado como tema de cierre del anime "Ouran High-School Host Club".
Listado de pistas
1. Break a mirror - 4:35
2. Konoyubitomare - 4:00
3. Shissou (疾走?  "Sprint") - 3:54
4. Akai Hana (赤い花?  "Red Flower") - 4:25
5. Amy Syndrome (エイミーシンドローム Eimi Shindorōmu?) - 4:22
6. Oto no Nai Sekai (音の無い世界?  "A World Without Sound") - 4:18
7. Spiral World - 3:40
8. Zenmai (ゼンマイ?  "Spring") - 4:26
9. Gray End - 5:31
10. Fantasia - 4:21
11. Lie of Eternity, Paint It Blue - 4:32
12. Prometheus (プロメテウス Purometeusu?) - 3:48
13. Sharing Sky (シェアリングスカイ Shearingu Sukai?) - 3:57
14. Jōka (浄化?  "Purification") - 5:13

#### The Sum
The Sum es el cuarto álbum de Last Alliance lanzado el 25 de junio de 2008.
Listado de pistas
1. Change by 1 - 3:05
2. Proud of Scar - 2:05
3. Mujūryoku Oneway Shuttle (無重力 Oneway Shuttle?  "Zero-Gravity Oneway Shuttle") - 4:18
4. Sabaku to Gensō (砂漠と幻想?  "Deserts and Illusions") - 3:36
5. Katahiza no Yogore (片膝の汚れ?  "Dirty Knee") - 3:20
6. Perfect Game - 4:30
7. Yureta Byoshin (揺れた秒針?)- 4:48
8. Lonesome World (ロンサムワールド Ronsamu Wārudo?) - 4:15
9. Drag On - 4:33
10. World Is Mine - 3:55
11. Ameagari ni Graffiti (雨上がりにグラフィティ?  "Graffiti After the Rain") - 4:47
12. Gunjo Kurage (群青海月?  "Ultramarine Jellyfish") - 4:26

#### Keep on Smashing Blue
Keep on Smashing Blue es el quinto álbum de Last Alliance lanzado el 27 de octubre de 2010. El lanzamiento de la edición limitada contiene un DVD de la Kawasaki Relax Tour celebrado en el Club Quattro el 28 de enero de 2010, un PV de "Wing", y dos bonus tracks destacados previamente en Me and Your Borderline: "Akai Hana (Sweet Anzai Boy)", realizado por Anzai, y "Jōka (Angry Matsumura Boy)", realizado por Matsumura.
Listado de pistas
1. Blue Lightning - 4:10
2. Everything Is Evanescent - 3:13
3. Ne(w)rotic World - 3:57
4. Loser - 1:17
5. Third Eyes Syndicate (サードアイズシンジケート Sādo Aizu Shinjikēdo?) - 3:45
6. Kotō no Basquiat (孤島のバスキア?) - 2:13
7. Take Over - 1:32
8. Time Will Tell: Dear Youth - 3:03
9. Wing - 4:33
10. Alliance Airlines - 3:42
11. Ayatsuri (あやつり?) - 3:41
12. Negaikata Monshirochō ga Sora wo Mau (願イ型紋白蝶ガ宙ヲ舞ウ?) - 4:28
13. Hekireki - 3:45
14. Looking for the Rainy Sky - 3:03
15. Time Capsule (タイムカプセル Taimu Kapuseru?) - 4:16
16. Akai Hana (Sweet Anzai Boy) (?) (solo en edición limitada) - 4:41
17. Jōka (Angry Matsumura Boy) (?) (solo en edición limitada) - 5:13

#### For Staying Real Blue
For Staying Real Blue es el sexto álbum de Last Alliance lanzado el 15 de junio de 2011.Éste lanzamiento consta de: La edición regula, la cual solo contiene 1 disco, la portada tiene menos color. La edición limitada contiene 2 discos, uno de ellos DVD, en el cual se incluye un live de el pre-party para recaudar fondos.
Listado de pistas
1. In My Hand - 2:23
2. Revolution Is Starting - 2:58
3. Capone's Borsalino (カポネのボルサリーノ Kapone no Borusarīno?) - 3:29
4. Throat Wart (スロートワート Surōto Wāto?) - 3:59
5. One - 3:52
6. Niji vs Hikōkigumo (虹vs飛行機雲?  "Rainbow vs. Contrail") - 2:26
7. Kengeki no Hibiki (剣戟の響き?  "Clash of Sound") - 3:57
8. Deandre - 3:34
9. Boku Shinron (僕信論?  "My Theory") - 2:54
10. Redesign - 3:54
11. μ (Mu) - 3:24
12. Stardoubt - 3:06
13. Empty Heart (エンプティハート Enputi Hāto?) - 3:58
14. Precious Line - 3:03
15. Seijaku no Naka, Sono Ya wa Houbutsusen o Egaku (静寂の中、その矢は放物線を描く?  "Within the Silence, the Arrow Draws a Parabola") - 4:50
16. Ichi Nigiri no Ao (一握りの青?  "A Handful of Blue") (Limited Edition Bonus Track) - 3:18
17. Melancholy (Limited Edition Bonus Track) - 3:35

#### c.s.c20022011
c.s.c20022011 primer Best Album de Last Alliance lanzado el 25 de enero de 2012. Contiene tres discos, en donde recopilan canciones de sus diferentes álbumes. En el tercer disco se incluyen versiones acústicas de Hekireki, World is mine y Ne(w)rotic world además dos canciones nuevas  a burning bullet y  Last Word.
Listado de pistas
DISCO 1
1. Last alliance - 1:50
2. Ichi katana ryodan (一刀旅団?) - 0:26
3. Drag On - 4:37
4. Slow starter (スロースターター Surōsutātā?) - 4:18
5. MY IDEA - 3:44
6. Fly again, hero - 3:28
7. EQUAL REASON - 4:25
8. MABOROSHI MEMORY - 4:54
9. Sketch - 3:43
10. Musou jidai (夢想時代?) - 4:30
11. One Drop Of Tear - 3:34
12. Hen hiza no yogore (片膝の汚れ?) - 3:20
13. Melancholy - 3:34

DISCO 2
1. TRUTH IN MY ARMS - 3:38
2. I.O.J.F.K - 4:37
3. Solitude (ソリチュード Ichi katana ryodan?) - 5:1
4. astrogate-0 - 4:41
5. HEKIREKI - 4:13
6. COLOR DESERT - 4:53
7. Ra hari (羅針?) - 4:26
8. Shissou (疾走?) - 3:57
9. Mafuyu no semi (真冬の蝉?) - 4:31
10. BOYS DON'T CRY - 3:56
11. Ryuusei namida (流星涙?) - 4:35
12. Aoi juusou (蒼い銃創?) - 4:08
13. KONOYUBI TOMARE - 4:50

DISCO 3
1. a burning bullet - 4:14
2. Last Word - 2:14
3. HEKIREKI ～Acoustic ver.～ - 3:49
4. WORLD IS MINE ～Acoustic ver.～ - 3:36
5. NE(W)ROTIC WORLD ～Acoustic ver.～ - 5:58

#### Seventh Sense
Seventh Sense es el séptimo álbum de Last Alliance lanzado el 20 de marzo de 2013.
Listado de pistas
1. BLUE BIRD SHERRY - 3:06
2. Thanatos (タナトス Tanatosu?) - 4:23
3. Didyudidi (ディデュディディ Dide~yudidi?) - 3:50
4. Akari (灯?) - 4:36
5. a burning bullet - 4:14
6. Toori ame (通り雨?) - 4:08
7. Hello and goodbye (ハローエンドグッバイ Harōendogubbai?) - 5:09
8. DELETE - 4:51
9. Ningen ni tsugu (人間に告ぐ?) - 3:47
10. Sensation - 4:21
11. time-lag-cloud - 3:46
12. Tsubomi (つぼみ?) - 5:31

### Mini-albums

#### Kawasaki Relax
Kawasaki Relax es el primer mini-álbum de Last Alliance, lanzado el 10 de octubre de 2009. Es el primer álbum (y de momento único)que contiene solo letras en inglés.
Listado de pistas
1. Wedge - 3:27
2. Today - 3:27
3. Days - 2:58
4. 8Heartbeat∞ - 3:08
5. Tomorrow - 3:41

### Singles

#### Last Alliance
Last Alliance es el primer single de Last Allianc lanzado el 18 de junio de 2003. Las tres canciones fueron posteriormente re-grabadas en Tears Library.
Listado de pistas
1. Boys Don't Cry - 3:57
2. Last Alliance - 1:54
3. Equal REason - 4:27

#### YG Service
YG Service (YGサービス Wai Jī Sābisu?) es el segundo sencillo de Last Alliance lanzado el 18 de febrero de 2004. El CD para el sencillo contiene un video musical para la canción "Equal Reason".
Listado de pistas
1. Sketch - 3:44
2. Slow Starter (スロースターター Surō Sutātā?) - 4:20
3. Maboroshi Memory - 4:54

#### IO
IO es el tercer sencillo de Last Alliance lanzado el 21 de julio de 2004. Las canciones "Solitude", "Musō Jidai", y "Truth in My Arms" fueron re-grabadas en Underground Blue.
Listado de pistas
1. Solitude (ソリチュード Sorichūdo?) - 5:09
2. Musō Jidai (夢想時代?  "Dream Age") - 4:28
3. Melancholy - 3:35
4. Truth in My Arms - 3:38

#### Re:frain
Re:frain es el cuarto sencillo de Last Alliance lanzado el 5 de octubre de 2005. La canción "Konoyubitomare" fue posteriormente regrabada en Me and Your Borderline.
Listado de pistas
1. Color Desert - 4:53
2. Ryusei Namida (流星涙?) - 4:41
3. Astrogate-0 - 4:38
4. Konoyubitomare - 4:32

#### Daze & Hope
Daze & Hope es el quinto single de Last Alliance lanzado el 17 de mayo de 2006. El CD para el sencillo contiene un video promocional de la canción "Greens Sunlight". La canción "Shissō" fue usada como tema de cierre para la serie de anime Ouran High School Host Club y fue posteriormente re-grabado en Me and Your Borderline.
Listado de la pistas
1. Shissō (疾走?  "Sprint") - 3:55
2. Fly Again, Hero - 3:28
3. Ittō Ryodan (一刀旅団?  "Cut in Two with a Stroke of a Sword") - 0:25
4. One Drop of Tear - 3:32

#### Signal 004
Signal 004 es el sexto single de Last Alliance lanzado el 28 de noviembre de 2007. La canción "Drag On" fue re-grabado en the sum. Un DVD del sencillo contiene videos musicales de "Drag On" y "Shissō".
Listado de la pistas
1. Drag On - 4:39
2. Aoi Jūsō (蒼い銃創?  "Blue Gunwounds") - 4:08
3. Mafuyu no Semi (真冬の蝉?  "Midwinter Cicada") - 4:29

#### Always in My Heart
Always in My Heart es el séptimo sencillo de Last Alliance publicado el 16 de abril de 2008. La canción "Katahiza no yogore" fue utilizado como tema de cierre para la serie de anime RD Sennō Chōsashitsu y fue posteriormente re-grabado en the sum.
Listado de la pistas
1. Katahiza no Yogore (片膝の汚れ?  "Dirty Knee") - 3:18
2. I.O.J.F.K (intro) - 1:07
3. I.O.J.F.K - 3:28

#### New Dawn
New Dawn (Stylized new dawn) es el octavo single de Last Alliance publicado el 4 de marzo de 2009. La canción "Hekireki" se utilizó como tema de apertura de la serie de anime Hajime No Ippo: New Challenger y más tarde fue regrabada en Keep on Smashing Blue.
Listado de la pistas
1. Hekireki - 4:09
2. My Idea - 3:46
3. Rashin (羅針?  "Compass")- 4:25

### DVD

#### Welcome to the Alliance
Welcome to the Alliance es el primer DVD de Last Alliance, consta de dos discos, en el primero se documenta el C.L.C TOUR 2012 FINAL en Daikanyama y en el segundo se encuentran todos los vídeo clips de Last Alliance grabados hasta el momento junto con algunos extras.